# Ukerewe
Ukerewe é um dos oito distritos da região de Mwanza na Tanzânia. Sua população é de 261.944 (2002).